# Kurtis Conner
 (octobre 2020).
Pour les articles homonymes, voir Conner.
Kurtis Matthew Kenneth Conner, né le 4 mai 1994 à Hamilton en Ontario, est un humoriste de stand-up et YouTuber canadien.

## Biographie
Kurtis Conner a commencé sa carrière d'humoriste en 2013, puis a participé au programme Comedy: Writing and Performance (Comédie: écriture et performance) au Humber College de Toronto, au Canada. Il est par la suite actif sur la plateforme de vidéos courtes Vine, et est suivi par environ 350 000 personnes. Conner s'est aussi produit dans plusieurs spectacles de stand-up au Canada. Il a sorti indépendamment son premier album de comédie Cuppla Jokes en 2016, et a atteint la première place des classements iTunes dans la catégorie Comédie, et la sixième place du classement Billboard pour cette même catégorie.
Kurtis a rejoint les personnalités Youtube Danny Gonzalez (en)et Drew Gooden lors de leurs spectacles de comédie en direct, la tournée We Are Two Different People (Nous sommes deux personnes différentes) en 2019.

### YouTube
La première vidéo sur la chaîne YouTube principale de Kurtis a été mise en ligne en 2014. Sa chaîne a commencé à prendre de l'ampleur en 2017, lorsqu'une de ses vidéos a réalisé 600 000 vues en deux jours.

#### Contenu
Il est connu pour sa critique de contenus problématiques sur la plate-forme YouTube et pour souvent tourner en ridicule des créateurs de vidéos stigmatisant certains groupes de personnes. En 2019, Conner et son ami et collègue comédien Jacob Sharpe ont ainsi critiqué Sebastian Bails (connu sur TikTok) pour avoir ironisé au sujet de violences conjugales avec sa petite amie sur leur chaîne YouTube. Conner a déclaré plus tard qu'il collecterait des fonds et soutiendrait à hauteur de 10 000 $ l'organisme de bienfaisance contre les violences conjugales Loveisrespect (en). Près de 30 000 $ ont ainsi été recueillis,.
Conner a également critiqué une tendance consistant à administrer un aphrodisiaque en dopant la boisson de sa petite amie sans son consentement. La vidéo de Conner a par la suite été retirée de YouTube car elle y montrait le comportement controversé ; cependant à l'époque un certain nombre d'autres vidéos sur le même sujet étaient toujours présentes sur la plateforme.
Kurtis Conner a produit des vidéos à propos du groupe de personnalités popularisées sur TikTok, la « Hype House » ; au sujet de controverses à l'encontre de l'équipe de Justin Bieber lors de la promotion de sa chanson « Yummy » ; et il a également pris position contre des évènements antiféministes comme la Convention 22 et contre des vidéastes ouvertement misogynes ou masculinistes tels que Russell Hatley.
Il réalise également des vidéos au style plus léger et a déjà déclaré que son contenu préféré était la critique de films.